# Landevejskroer i Danmark
I tilknytning til vejnettet opstod bebyggelser til betjening af de vejfarende, nemlig landevejskroer og færgegårde.

## Oprindelse
I løbet af middelalderen udvikledes et netværk af landevejskroer og færgesteder. I middelalderen varetog klostre en stor del af det fornødne gæsteri for vejfarende, men ordningen gav anledning til misbrug ("voldgæsteri"), der også kunne ramme andre, som boede ved landevejene. I 1283 bestemtes, at voldgæstning skulle forfølges som hærværk, og i erkendelse af behovet for overnatningsmuligheder forordnedes samtidig, at der skulle bygges kroer langs landevejene. Fornyede forbud mod ulovligt gæsteri hos klostre, præster, bønder og andre skete i 1304, 1314, 1360 og 1396. Ved sidstnævnte lejlighed tilføjede Margrethe 1. et påbud om, at "hver foged lader bygge kro for hver fjerde mil, og at enhver, der kommer dertil, kan købe sit underhold for sine penge, og at man ikke sætter priserne højere end dem, der gælder i nærmeste købstad".
Det er usikkert, i hvilken udstrækning dette påbud blev fulgt. Danmarks ældste kro er Bromølle Kro, som kan skrive sin historie helt tilbage til år 1198. I Rigsarkivet ligger et gavebrev underskrevet af biskop Absalon. Den 8. juni 1198 forærede han området ved Bromølle Kro, der dengang hed Nævitzbro, til Sorø Kloster. Det var et færdselsknudepunkt og det eneste sted på Sjælland, hvor Åmosen kunne passeres i nord-sydlig retning. På en ø i vadestedet blev en vandmølle opført, og bønderne kom langvejs fra for at få malet deres korn. Da køen ved møllen ofte var lang, begyndte mølleren at beværte de ventende med mad og drikke, og det blev til den senere krovirksomhed.
Blandt de ældste kendte kroer er Oldemorstoft ved Bov, der fik privilegier af kong Hans i 1484, Bollerslev ved Åbenrå og Toldsted (fra samme tid), Thorsager på Djursland (omtalt 1498) og Stenderup ved Flensborg (omtalt 1504).
Det er på denne baggrund, man må se kongemagtens ønske om oprettelsen af et netværk af kroer med en fast indbyrdes afstand, for at sikre de vejfarende en vis tryghed under deres færd. Således blev beliggenheden af de "kongeligt privilegerede landevejskroer" fastlagt ved lov: en stor del af kroerne blev således oprettede allerede i det 16. århundrede i henhold til Christian 2.s gejstlige lov eller "loven for landet", der bestemte, at der for hver to-tre mil på de alfare veje på Sjælland skulle være et herberg. Der nævnes i loven stedet for 29 kroer.

## Christian 2.s projekt
I Christian 2.s "gejstlige lov" af 1521 omtales i kapitel 130 planen om at oprette herberger og kroer på landet ved alfarvejene:
"Skal skikkes sådanne åbenbare herberger ude på landet, som rette alfare veje [er], så at på hver 2. eller 3. mil er et herberg."
Svarende hertil blev opstillet en liste over sådanne planlagte steder:
- Vejby
- Karlebo
- Rungsted
- Ballerup
- Slangerup
- Snubbekors (mellem København og Roskilde)
- Mosede Klint
- Salløv
- Osted
- Bjæverskov
- Fakse
- Præstø (købstad)
- Sallerup (mellem Vordingborg og Næstved)
- Haslev
- Herlufmagle
- Tornemark
- Ting Jellinge
- Eskildstrup
- Lynge
- Stestrup
- Store Tåstrup
- Stenmagle
- (Munke) Bjergby
- Reerslev
- Særslev,
- Rye
- Drøsselbjerg
- Horssetrold (mellem Roskilde og Holbæk)